# اویل سیتی (کالیفرنیا)
اویل سیتی (به انگلیسی: Oil City) یک منطقهٔ مسکونی در ایالات متحده آمریکا است که در شهرستان کرن، کالیفرنیا واقع شده‌است. اویل سیتی ۱۳۷ متر بالاتر از سطح دریا واقع شده‌است.